# تامپسون‌ویل (پنسیلوانیا)
تامپسون‌ویل (به انگلیسی: Thompsonville) یک منطقهٔ مسکونی در ایالات متحده آمریکا است که در پنسیلوانیا واقع شده‌است. تامپسون‌ویل ۳٬۵۲۰ نفر جمعیت دارد.